# Isla Magdalena (ö i Chile, Región de Magallanes y de la Antártica Chilena)
Isla Magdalena är en ö i Chile.   Den ligger i regionen Región de Magallanes y de la Antártica Chilena, i den södra delen av landet. Arean är 2 024 kvadratkilometer.
Terrängen på Isla Magdalena är mycket platt. Öns högsta punkt är 31 meter över havet. Den sträcker sig 1,2 kilometer i nord-sydlig riktning, och 1,5 kilometer i öst-västlig riktning.